# La famiglia di elefanti
La famiglia di elefanti (Elephant) è un film documentario naturalistico del 2020 diretto da Mark Linfield e narrato da Meghan Markle. In italiano la voce narrante è di Elisa.
È il quindicesimo documentario sulla natura distribuito sotto l'etichetta Disneynature. Il film è stato distribuito insieme a Echo, il delfino come esclusiva di Disney+ il 3 aprile 2020.

## Trama
Nel deserto del Kalahari nell'Africa meridionale, molti elefanti africani si preparano a migrare dalla loro casa verso un paradiso erboso vicino alle Cascate Vittoria finché non ritornerà la pioggia.
Il branco è guidato dalla loro matriarca Gaia e da sua sorella minore Shani, che ha contribuito a proteggere la famiglia. Shani ha anche allevato il suo vivace figlio Jomo, un giovane elefante che desidera solo giocare con altri animali, come antilopi e babbuini. Il branco decide di lasciare il deserto, quando il terreno sta per prosciugarsi. Durante il viaggio, seguendo antichi percorsi creati da antenati durante la migrazione, gli elefanti interagiscono con altri branchi: mentre Jomo inizia a fare nuove amicizie con gli altri elefanti, Shani si riunisce con molti dei suoi cugini che non incontrava da tempo.
Gli elefanti affrontano diverse difficoltà cercando di trovare cibo e acqua: si trovano spesso ad affrontare calamità naturali, come tempeste di sabbia, o animali ostili, come i coccodrilli. Tra varie difficoltà, riescono a giungere alle Cascate Vittoria, ma scoprono che nel frattempo, negli altopiani dell'Angola, sta iniziando a piovere: è il segno che l'acqua sta tornando al Delta dell'Okavango, la casa di Shani e Jomo.
Durante il viaggio di ritorno il branco deve affrontare diversi cambiamenti: la morte della guida e matriarca Gaia, indebolita dalla carenza di cibo e acqua, la nuova leadership di Shani e la nascita di un elefantino. Con i ricordi di Gaia, Shani riesce infine a ricondurre il gruppo alla sua terra dopo aver affrontato un gruppo di elefanti rivali, e viene infine accettata come matriarca.

## Accoglienza
L'81% delle 27 recensioni professionali raccolte dal sito Rotten Tomatoes sono positive, con una valutazione media di 6,7/10. Il consenso del sito recita: "Disneynature: La famiglia di elefanti si aggiunge alla tradizione dello studio di documentari naturalistici con una bellissima fotografia rivolti ai bambini, ma che sanno essere abbastanza coinvolgenti anche per i genitori." Su Metacritic il film ha un punteggio medio di 61 su 100, basato su 11 recensioni professionali, indicate come "recensioni generalmente favorevoli".
L'organizzazione "Common Sense Media" ha dato al film 4 stelle su 5, scrivendo: "La famiglia di elefanti è adatto a tutte le età, ma i realizzatori - consapevoli che alcuni spettatori avrebbero potuto trovarlo un po' lento - hanno introdotto nuovi pericoli per gli elefanti, creando momenti di suspense durante il film. Queste scene includono possibili annegamenti, predatori come leoni e iene, un cucciolo di elefante con la testa bloccata nel fango e altro ancora, il che potrebbe risultare spaventoso o sconvolgente per alcuni spettatori, specialmente quando sono gli elefanti più giovani a essere messi a rischio. Ciononostante, gli elefanti riescono a superare le avversità fino alla fine del film, quando muore di vecchiaia la matriarca. È una scena tenera in cui la mandria si raggruppa intorno a lei per il suo ultimo respiro, coprendole gli occhi con le orecchie quando muore. Alcuni spettatori, però, possono sentirsi a disagio sapendo che il suo corpo sarà probabilmente attaccato dai leoni circostanti non appena la mandria si sposterà. La stessa doppiatrice Meghan Markle chiarisce che nonostante questa mandria sia sopravvissuta al suo pericoloso viaggio, non tutte in natura ci riescono".
VanityFair ha elogiato il film e la performance di Meghan Markle, affermando: "È un valido film sulla natura, non abbastanza concreto da essere un vero lavoro di osservazione scientifica, ma coinvolgente e persuasivamente conservazionista in modo sottile. Ma la vera attrazione del film è, ovviamente, Meghan Markle".